# Arfaknon
De arfaknon (Lonchura vana) is een zangvogel uit de familie van de prachtvinken (Estrildidae).

## Verspreiding en leefgebied
Deze soort is endemisch in het noordwesten van Nieuw-Guinea.